# 神谷内 (新潟市)
神谷内（かみやち）は、新潟県新潟市北区の町字。郵便番号は950-3116。

## 概要
1889年（明治22年）から現在の大字。新井郷川分水路(新井郷川旧本流)右岸に位置する。もとは江戸時代から1889年（明治22年）まであった神谷内新田の区域の一部。

### 隣接する町字
北から東回り順に、以下の町字と隣接する。
- 太夫浜
- 松浜東町

※派川加治川を挟んで松栄町・松浜新町と隣接。

## 歴史
開発年代は不明。名主は1688年（貞享5年）に孫右衛門、1720年（享保5年）に北上加平次となる。

### 年表
- 1889年（明治22年）4月1日 : 合併により南浜村の大字神谷内となる。
- 1954年（昭和29年）11月1日 : 合併により新潟市の大字となる。
- 2007年（平成19年）4月1日 : 新潟市の政令指定都市移行により、北区の大字となる。

## 世帯数と人口
2018年（平成30年）1月31日現在の世帯数と人口は以下の通りである。
| 大字   | 世帯数  | 人口  |
| ------ | ------- | ----- |
| 神谷内 | 232世帯 | 523人 |

## 小・中学校の学区
市立小・中学校に通う場合、学区は以下の通りとなる。
| 番地 | 小学校               | 中学校             |
| ---- | -------------------- | ------------------ |
| 全域 | 新潟市立太夫浜小学校 | 新潟市立南浜中学校 |